# Главный флаг Туркменистана
Главный флаг Туркменистана (туркм. Türkmenistanyň Baş Baýdagy) является по состоянию на август 2015 года пятым по высоте свободно стоящим флагштоком в мире. Имеет 133 метра в высоту. Находится в Ашхабаде, на пересечении проспектов Гарашсызлык и Арчабил, был установлен 26 июня 2008 года. Вес государственного флага Туркменистана, который развевается на этом флагштоке, составляет 420 килограммов. Размеры флага — 52,5 на 35 метров. У флагштока выставлен почётный караул.
Сопоставимый по размеру флагшток высотой 130 метров с флагом 60 на 30 метров имеется в иорданском городе Акаба.

## История
Проект был разработан строительной компанией Polimeks и построен в подарок от руководства и строителей турецкой компании.
29 июня 2008 года в Ашхабаде состоялось торжественное открытие на площади перед Государственным музеем, на которой был поднят Главный флаг Туркменистана. Флагшток с момента установки и до 1 сентября 2010 года, когда в Баку открыли 162-метровый флагшток, был самым высоким в мире и был включён в Книгу рекордов Гиннеса. Засвидетельствовать рекорд в Ашхабад прибывал вице-президент Всемирной Книги рекордов Гиннесса Грейг Глендэй.